# Kyzyl
Kyzyl (russisk: Кызыл, tr. Kyzyl; tuvinsk: Кызыл, tr. Kyzyl) er hovedstaden i den autonome republik Tyva i Rusland. Kyzyl har 116.015(2017) indbyggere.
I republikken tales foruden russisk et gammelt tyrkisk sprog, tuvinsk. Ordet Kyzyl betyder rød på tuvinsk.
Byen blev grundlagt i 1914 , hvor dens navn først var Belotsarsk frem til 1917, hvor den fik navnet Khem-Beldyr frem til 1926.